# Томингас, Туули
Туули Томингас (эст. Tuuli Tomingas; род. 4 января 1995, Таллин) — эстонская биатлонистка. Чемпионка Европы по биатлону среди юниоров.

## Карьера

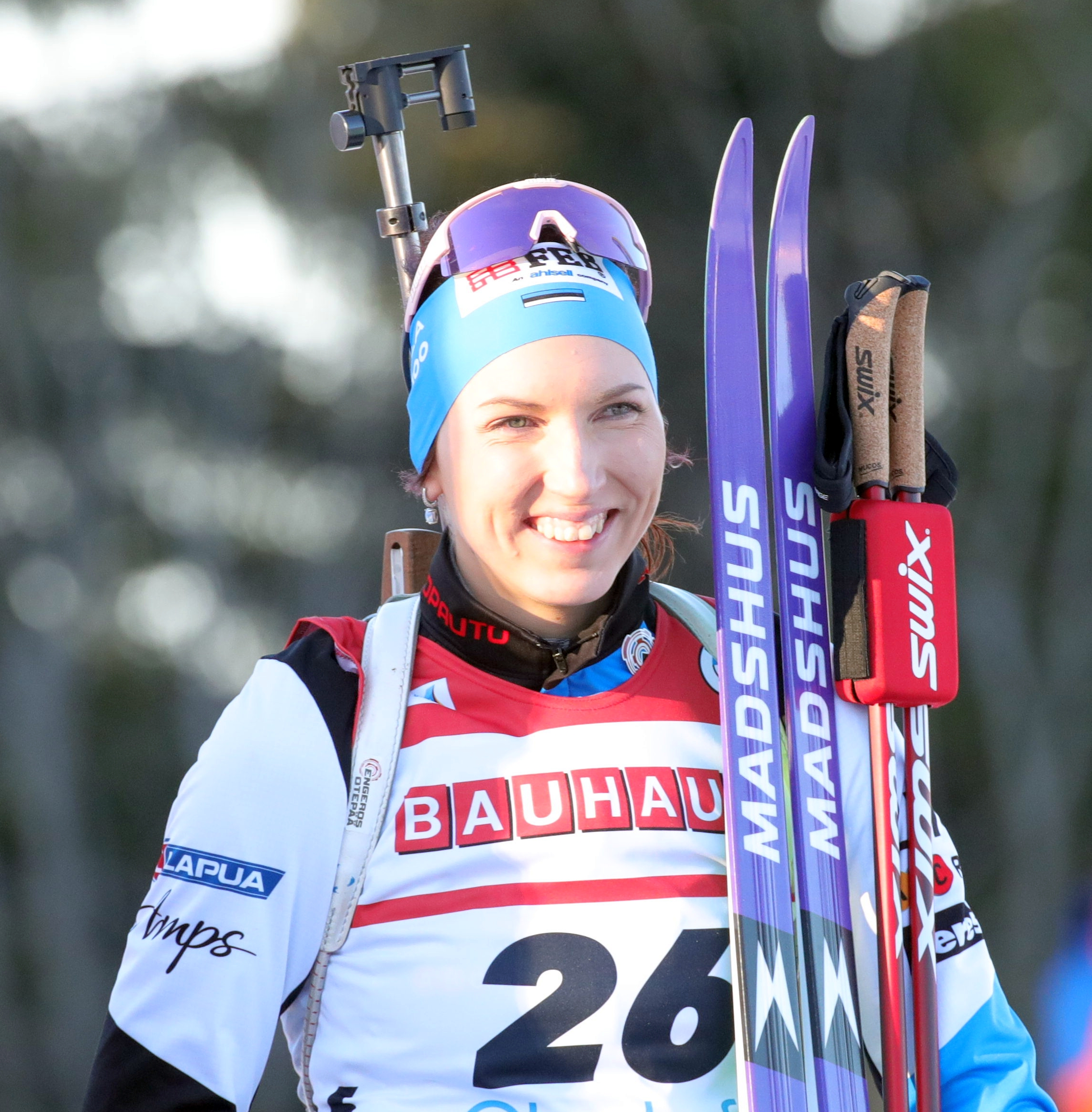
2023 год

Показывала высокие результаты на юношеском уровне. В 2014 году Чемпионка Европы в чешском Ново-Место Томингас победила в спринте среди юниоров, обыграв россиянок Светлану Миронову и Ульяну Кайшеву. А затем вместе со своими партнерами по сборной она завоевала бронзу в смешанной эстафете.
В этом же году биатлонистка дебютировала на Кубке мира. В дебютной гонке на этапе в финском Контиолахти Томингас заняла 82-е место в спринте. В сезоне 2018/19 спортсменка набрала свои первые кубковые очки, заняв 31-е место спринте на этапе в немецком Рупольдинге.
15 февраля 2023 года сенсационно заняла шестое место в индивидуальной гонке на чемпионате мира в Оберхофе, допустив два промаха. Выше Томингас были две шведки, две итальянки и одна француженка.
11 февраля 2024 года заняла 10-е место в гонке преследования на чемпионате мира в Нове-Место. 17 февраля команда Эстонии сенсационно заняла 4-е место в женской эстафете, причём выступавшая на втором этапе Томингас передала эстафету первой. 18 февраля заняла 8-е место в масс-старте.

## Результаты

### Кубок мира
- 2018/19 — 50-е место
- 2020/21 — 50-е место
- 2021/22 — 47-е место
- 2022/23 — 46-е место